# Boris Ord
Boris Ord (né Bernhard Ord le 9 juillet 1897 à Clifton, Bristol - décédé le 30 décembre 1961 à Cambridge) est un organiste, un chef de chœur et un compositeur britannique.
Il a dirigé le Chœur du King's College à Cambridge entre 1929 et 1957, sauf pendant la Seconde Guerre mondiale quand il a servi dans la Royal Air Force. Pendant cette période, Harold Darke l'a suppléé dans sa tâche. Il a été éduqué au Clifton College, comme son successeur Sir David Willcocks.
Sa composition Adam lay ybounden (en), sa seule pièce de la musique publiée, était autrefois un morceau incontournable lors du service du Festival of Nine Lessons and Carols (en) joué au King's College. Elle est parfois donnée aujourd'hui en alternance avec les morceaux de Peter Warlock et de Philip Ledger.
Un chef de chœur distingué, c'est ainsi qu'il a été décrit par Willcocks qui ajoute que c'est l'homme qui lui a appris tout ce qu'il sait au sujet de la direction d'un chœur.